# Henning Remmen
Henning Remmen (23. februar 1930 i Aalborg – 10. november 2012) var en dansk erhvervsmand, der var stifter og ejer af Remmen Hotels, herunder det fashionable Hotel D'Angleterre på Kongens Nytorv i København.
Henning Remmens karriereforløb:
Aalborg Kommunekontor 1945-49; kornet og sekondløjtn. (Livgarden) 1949-51; jagerpilot i Flyvevåbnet (uddannet i USA) 1951-1957; luftkaptajn i SAS 1956-80. 
Stifter af H Remmen Holding a/s m. datterselskaberne Sophie Amalie Hotel a/s, Leva Finans a/s, Trivest a/s og Restia a/s (till. formand for bestyrelsen).
Stifter af Copenhagen Admiral Hotel I/S, Investeringsinstituttet af 31.maj 1978.Investeringsinstituttet af Maj 1982 (institutterne opløst 1990, hovedaktionær  1978-90). 
Byggede 1975-76 feriehotellet Scandinavia Holiday-Center, Lemvig; ombyggede 1976-77 det 200 år gamle korntørringsmagasin til Copenhagen Admiral Hotel (hotellet fik 1978 tildelt diplom fra Europa Nostra); købte og ombyggede 1984 Sophie Amalie Hotel.
Stifter Remmen Foundation i 1986; købte og ombyggede 1994/95 Hotel d'Angleterre, Hotel Kong Frederik og Restaurant Copenhagen Corner, Kbh.; købte 1997 motoryacht (døbt d'Angleterre II de Copenhague).
Solgte i 2007 Remmen Hotels, hvorefter Remmen Foundation fokuserer på velgørenhed til lægevidenskaben, sociale og kulturelle aktiviteter med donationer til bl.a. Hjerneskadeforening, Mary Fonden, Børnecancerfonden, Veteranhjem til hjemvendte soldater. 2010 opretters desuden Henning Remmens Støttefond for Gardere.
Remmen Foundation køber i 2011 Hotel d'Angleterre tilbage og fortsætter samtidig det velgørende arbejde med hustru Else Marie Remmen som bestyrelsesformand for fonden.
Han er begravet på Søllerød Kirkegård.